# Eogenes alcides
Eogenes alcides is een vlinder uit de familie van de dikkopjes (Hesperiidae). De wetenschappelijke naam van de soort is voor het eerst geldig gepubliceerd in 1854 door Herrich-Schäffer.